# Vice City (песня)
«Vice City» (стилизовано под маюскул) — песня американского рэпера и певца XXXTentacion. Впервые вышла на SoundCloud 5 марта 2014 года, была посмертно перевыпущена 28 января 2022 как лид-сингл с сборника Look at Me: The Album. Песня спродюсирована Canis Major и сэмплирует трек «Sing to the Moon» британской исполнительницы Лоры Мвулы.

## История
Песня впервые вышла 5 марта 2014 года и является одной из первых треков XXXTentacion, а также самой первой ныне доступной в сети. Она должна была войти в отменённый дебютный микстейп XXX (UNMASTERED), содержащий ранние песни исполнителя 2013-2014 годов.
23 января 2022 года, когда XXXTentacion исполнилось бы 24 года, его команда объявила, что 28 января они выпустят «Vice City» для всех потоковых сервисов.

## Описание
«Vice City» была названа классикой SoundCloud за меланхоличную мелодию и циничную лирику. Название трека является отсылкой к видеоигре Grand Theft Auto: Vice City, обложка сингла представляет собой скриншот из игры. Инструментальная часть была сделана Canis Major, её оригинальная версия немного медленнее.

## Чарты
| Чарт (2022)                           | Высшая позиция |
| ------------------------------------- | -------------- |
| Мир (Billboard Global 200)            | 143            |
| Новая Зеландия (RMNZ)                 | 5              |
| США (Billboard Hot 100)               | 89             |
| США (Billboard Hot R&B/Hip-Hop Songs) | 32             |

### Комментарии
1. ↑  Первой песней исполнителя является «News/Flock», которая была выпущена 17 июня 2013 года, но позже удалена[6].